# Michel Allal-Volterra
Pour les articles homonymes, voir Allal et Volterra.
 (octobre 2015).
Si vous disposez d'ouvrages ou d'articles de référence ou si vous connaissez des sites web de qualité traitant du thème abordé ici, merci de compléter l'article en donnant les références utiles à sa vérifiabilité et en les liant à la section « Notes et références ».
Michel Allal-Volterra est un journaliste français.

## Biographie
Il est diplômé de l'École supérieure de journalisme de Paris en 1967.
Michel Allal-Volterra devient grand reporter sur la première chaîne de 1967 à 1971, secrétaire général de la rédaction de Antenne 2, rédacteur en chef adjoint sur La Cinq en 1987 et rédacteur en chef sur FR3 devenue France 3. Il est en 2000 affecté à France 3 Corse qui deviendra Via Stella. Il va créer le premier site internet de l’audiovisuel. Il est journaliste à La Corse Votre Hebdo depuis 2010. Il collabore ensuite à deux médias numériques : Corse Net Infos et l'Informateur Corse Nouvelle. En 2017, il devient animateur pour Alta Frequenza.